# Impuesto a los Depósitos en Efectivo
El Impuesto a los Depósitos en Efectivo (IDE) es un impuesto mexicano que grava el excedente de los depósitos en efectivo que superen los $15,000.00 pesos. En vigor a partir de julio del 2008 y hasta el 31 de diciembre de 2013.

## Actualización
Después de casi 6 años de vigencia del IDE, a partir del 2014 ya no se paga el impuesto, ahora se instrumentan otros mecanismos de fiscalización a través del sistema financiero, como los informes mensuales al SAT, además de la publicación de la Ley contra el Lavado de Dinero.
Con efecto de la Ley del Impuesto Sobre la Renta 2014, se abroga el Impuesto a los Depósitos en Efectivo (IDE). Quedando a consideración la siguiente información publicada en el portal del SAT

### Obligaciones de los contribuyentes
"Se establece la obligación de los bancos, entre otras instituciones del sistema financiero de proporcionar anualmente a más tardar el 15 de febrero, la información de los depósitos en efectivo que se realicen en las cuentas de los contribuyentes cuando el monto mensual acumulado exceda de 15,000.00 pesos, salvo por las adquisiciones en efectivo de cheques de caja. Lo anterior, debido a que con la abrogación de la Ley del IDE desaparece la obligación de informar al SAT sobre los depósitos en efectivo. sin embargo, esta información es necesaria para las actividades de fiscalización de las autoridades fiscales".

## Antecedentes
La Ley del Impuesto a los Depósitos en Efectivo fue aprobada por el Congreso de la Unión de México el 1 de octubre del 2007, como parte de los paquetes de la Reforma Fiscal propuesta por el Ejecutivo, en ese entonces encabezado por el presidente Felipe Calderón Hinojosa.
El 1 de noviembre del 2009 se realizó un cambio a la ley reduciendo la cantidad de efectivo de $25,000 a $15,000 y aumentando la tasa del 2 al 3%.
Por ello, a partir del 1° de enero de 2010 se obliga al pago del impuesto mencionado a las personas físicas y morales (empresas) que realicen depósitos en efectivo mayores a $15,000 pesos mensuales, considerando todos los depósitos que se realicen en todas las cuentas de las que el cliente sea titular en una misma institución del sistema financiero.

## Sujetos
Las personas físicas y morales por el importe excedente de 15,000 pesos en los depósitos en efectivo, ya sea en moneda nacional o extranjera, que se realicen en cualquier tipo de cuenta abierta a su nombre en las instituciones del sistema financiero. Las personas físicas y las morales que adquieran cheques de caja en efectivo sin importar el monto.
Según señala el Fernando Camacho Lupercio para dichos efectos, tratándose de depósitos cuyos destinatarios finales sean múltiples, se entenderá que el depósito corresponde al titular registrado de la cuenta. No obstante, mediante comunicación por escrito, dicho titular podrá solicitar a la institución del sistema financiero que el impuesto a los depósitos en efectivo se distribuya entre las personas que aparezcan en el contrato como sus cotitulares, en la proporción que señale en el escrito mencionado.[cita requerida]
Para el caso de los depósitos a plazo, cuando una persona realice varios depósitos en una misma institución del sistema financiero, cuyo monto acumulado exceda de $15,000.00 en un mes, dicha institución deberá recaudar el impuesto a los depósitos en efectivo indistintamente de cualquiera de las cuentas que tenga abiertas el contribuyente en ella. En el caso de que dicha persona no sea titular de otro tipo de cuenta en la institución que recibió los depósitos, ésta deberá recaudar el impuesto a los depósitos en efectivo, indistintamente, al vencimiento de cualquiera de los depósitos a plazo que haya realizado dicha persona.
No se considerarán depósitos en efectivo los que se efectúen a favor de personas físicas y morales mediante transferencias electrónicas, traspasos de cuenta, títulos de crédito o cualquier otro documento o sistema pactado con instituciones del sistema financiero en los términos de las leyes aplicables, aun cuando sean a cargo de la misma institución que los reciba.

## Tasa
Se calcula sobre el total de los depósitos en efectivo que se reciban dentro del mes que corresponda en todas las cuentas en las que sea titular en una misma institución del sistema financiero. Si dicha suma de depósitos en efectivo excede de $15,000.00, tal excedente causará el 3 por ciento de impuesto. 
También debe pagarse el impuesto de 3%  por adquirir cheques de caja en efectivo sin importar el monto.
Por ejemplo:
Suma de los depósitos en efectivo en todas las cuentas en las que sea titular: $ 18,000.00
- Monto exento                            $ 15,000.00
- Excedente                               $  3,000.00
- Tasa IDE                                         3%
- Impuesto que se debe recaudar           $     90.00

## Base
Cuando una persona realice varios depósitos a plazo en una misma institución del sistema financiero cuyo monto acumulado exceda de $15,000.00 en un mes, dicha institución deberá recaudar el impuesto a los depósitos en efectivo indistintamente de cualquiera de las cuentas que tenga abiertas el contribuyente en ella. En el caso de que dicha persona no sea titular de otro tipo de cuenta en la institución que recibió los depósitos, ésta deberá recaudar el impuesto a los depósitos en efectivo, indistintamente, al vencimiento de cualquiera de los depósitos a plazo que haya realizado dicha persona.

## Ingresos exentos
Quedan exentos del pago de este impuesto:
- la Federación, entidades federativas y municipios;
- las entidades de la administración pública paraestatal que estén consideradas como no contribuyentes del impuesto sobre la renta;
- las personas morales con fines no lucrativos conforme a la Ley del Impuesto sobre la Renta;
- las instituciones del sistema financiero por los depósitos en efectivo que se realicen en cuentas propias con motivo de su intermediación financiera o de la compraventa de moneda extranjera, salvo los que se realicen en las cuentas concentradoras;
- las personas que realicen depósitos en cuentas abiertas con motivo de créditos otorgados por las instituciones del sistema financiero, excepto tratándose de los otorgados a personas morales y físicas con actividades empresariales y profesionales.

Las personas físicas que tengan abiertas cuentas con motivo de los créditos otorgados por las instituciones del sistema financiero y que se encuentren exentas deben proporcionar su RFC a las instituciones del sistema financiero para efectos de que dichas instituciones verifiquen con el SAT que no son contribuyentes que tributen como personas físicas con actividades empresariales y profesionales y se pueda aplicar dicha exención.

## Acreditamientos autorizados para efectos del IDE
- Lo podrá acreditar contra el pago provisional del impuesto sobre la renta efectivamente pagado en el mismo mes.
- Cuando el impuesto sea mayor al impuesto sobre la renta del mismo mes, la diferencia se podrá acreditar contra el impuesto sobre la renta retenido a terceros en el mismo mes.
- Si después de hacer el acreditamiento anterior existe diferencia, se podrá compensar contra las contribuciones federales a cargo.
- En caso de que después del acreditamiento y compensación mencionados en los puntos anteriores aún existiera diferencia, la misma se podrá solicitar en devolución siempre y cuando sea dictaminada por contador público registrado y se cumplan los requisitos que establezca el SAT.

La devolución del IDE puede realizarse de manera mensual vía declaratoria de contador público o se puede solicitar de manera anual, esta última sin ser necesaria la declaratoria del contador.
A la fecha no hay un formato establecido para declaratoria de solicitud de IDE, pero se puede presentar escrito libre siguiendo el esquema que presenta la declaratoria del Impuesto sobre el Valor Agregado.